# بطاقة ذاكرة رقمية آمنة
بطاقة ذاكرة رقمية آمنة (بالإنجليزية: Secure Digital) اختصاراً (بالإنجليزية: SD) وتعني حرفياً الأمن الرقمي، وهي ذاكرة تخزين غير متطايرة طورت من قبل جمعية بطاقة الأس دي لإستخدامها في الأجهزة المحمولة. عرض النموذج في أغسطس 1999 بجهود مشتركة بين سانديسك، باناسونيك،ميتسوبيشي إلكتريك، وتوشيبا كتحسين عن بطاقة متعددة الوسائط، ومن ثم أصبحت نموذج للصناعة.
الشركات الثلاث كونوا SD-3C المحدودة، شركة ذات رخصة وحقوق ملكية مفروضة مرتبطة مع بطاقات ذاكرات الأس دي، ومضيف الأس دي وملحقاتها وأيضاً هؤلاء الشركات كونوا جمعية الأس دي في يناير 2000 لترويج نماذج بطاقات الأس دي جمعية الأس دي هي جمعية غير ربحية والتي تضغ معايير معدة تسهل إستخدامها وتحسن أداء المنتجات الكهربائية. الجمعية اليوم لديها مايقارب الـ1000 شركة.
سكيور ديجيتال تضم أربع فصائل موجودة في 3 أشكال ذات عوامل مختلفة. الأربع الفصائل هم: الأصلية ذات السعة المقياسية (SDSC)، ذات السعة العالية (SDHC) وأس-دي-أي-أو التي تجمع بين خواص الأخراج والإدخال مع تخزين البيانات. العوامل التشكيلية الثلاثة هي الحجم الأصلي، الحجم الصغير، وحجم المايكرو.  
جمعية بطاقات الأس دي تستخدم عدة علامات تجارية مملوكة ومرخصة بواسطة  SD-3C, المحدودة لفرض الالتزام بالمواصفات، ولضمان التوافق مع المستخدمين.

## السرعة
| الفئة                 | الحد الأدنى لسرعة الكتابة المتسلسلة | التطبيقات                                                                                        |
| --------------------- | ----------------------------------- | ------------------------------------------------------------------------------------------------ |
| الفئة 2               | 2 مب/ث                              | تسجيل الفيديو                                                                                    |
| الفئة 4               | 4 مب/ث                              | تسجيل فيديوهات عالية الوضوح(HD) وأيضا الفيديوهات عالية الدقة(Full HD) (من 720p حتى 1080p/1080i)  |
| الفئة 6               | 6 مب/ث                              | تسجيل فيديوهات عالية الوضوح(HD) وأيضا الفيديوهات عالية الدقة(Full HD) (من 720p حتى 1080p/1080i)  |
| الفئة 10              | 10 مب/ث                             | تسجيل فيديوهات ذات دقة عالية (1080p) وتسجيل لقطات متواصلة عالية الوضوح (ناقل بيانات عالي السرعة) |
| فئة 1 من نوع UHS (U1) | 10 مب/ث                             | تسجيل بث في الوقت الفعلي وفيديوهات عالية الوضوح بأحجام كبيرة (ناقل من نوع UHS)                   |
| فئة 3 من نوع UHS (U3) | 30 مب/ث                             | ملفات فيديو ذات دقة 4 كي                                                                         |